# Cheiracanthium turiae
Cheiracanthium turiae là một loài nhện trong họ Miturgidae.
Loài này thuộc chi Cheiracanthium. Cheiracanthium turiae được Embrik Strand miêu tả năm 1917.